# 奥山則男
奥山 則男（おくやま のりお、1926年8月29日 - 2016年4月29日）は日本の政治家。練馬区議会議員（2期）、東京都議会議員（8期）、第34代東京都議会議長を歴任した。

## 経歴
1926年8月29日、山形県新庄市に生まれる。東京学芸大学卒業後、1950年、中央大学経済学部卒業し、日本経済新聞社に入社する。営業部長を経て、1963年に練馬区議会議員に当選し、2期6年務める。1964年、広放社を設立し、代表となる。1971年4月11日の東京都議会議員補欠選挙に練馬区選挙区から立候補し、初当選する。都議会では、公害首都整備委員会委員長（1974年、1975年から1976年）、都市計画公害委員会委員長（1976年）、予算特別委員会委員長（1983年）、東京都監察委員（1983年から1984年）、全都道府県監察委員協議会連合会会長（1983年から1984年）、都議会自民党幹事長（1985年から1986年）、議会運営委員会委員長（1985年から1986年）を歴任した。1993年8月に第34代東京都議会議長に就任。1994年からは全国都道府県議会議長会会長にも就任。1995年9月に議長を退任。2001年の選挙には立候補せず、引退。2016年4月29日に死去。

## 栄典
- 1986年 - 藍綬褒章[1][2]
- 2001年 - 勲二等瑞宝章[1][2]